# 賀茂神社 (南房総市)
賀茂神社（かもじんじゃ）は、千葉県南房総市加茂（安房国朝夷郡）にある神社。旧社格は村社。祭神は別雷命他。

## 概要
かつての別当寺日運寺の住持日翁が文久元年（1861年）に著した「賀茂社略縁起」によれば、和銅5年（712年）の創祀という。天正年間、社領朱印地3石を寄せられ幕末まで保持した。また明治40年（1907年）には神饌幣帛料供進社に指定された。
一間社流れ造り屋根杮葺きの本殿は、現存する銘札から天正2年（1574年）の造営とみられ、蛙股や斗供、妻飾り・軒まわりなどの構成に室町時代末期の特色をよく残し、千葉県の有形文化財に指定されている。
8月1日・2日の八朔祭には、千葉県の無形民俗文化財に指定されている「加茂の三番叟」と「加茂の花踊り」が奉納される。加茂の三番叟は、少年による奉納舞であり、翁、千歳黒式尉の舞子3名（少年）、太鼓1名（大人）、小鼓3名（少年）、笛1名（大人）、脇役1名（大人）によって演じられ、倭の舞とも呼ばれる。加茂の花踊りは、八乙女舞とも呼ばれ、白衣に緋袴の巫女姿の8人の少女が、扇や手籠、紙花などを手にして舞う優雅な舞である。

## 交通
- JR内房線館山駅または南三原駅より日東交通 加茂坂下下車徒歩5分。